# جورج آبي (مهندس)
جورج آبي (بالإنجليزية: George Abbey)‏ (21 أغسطس 1932 – 24 مارس 2024) هو مهندس، وطيار أمريكي، ولد في سياتل.

## التعليم
تعلم في Air Force Institute of Technology ‏.

## جوائز
حصل على جوائز منها:
- وسام الحرية الرئاسي.